# Ахмед Тевфік Окдай
Ахмед Тевфік Окдай (11 лютого 1845 — 8 жовтня 1936) — державний діяч кримськотатарського походження, дипломат часів Османської імперії, останній великий візир (садразам).

## Життєпис
Син командуючого османськими військами у Південній Болгарії генерала кавалерії, нащадка кримського шляхетного роду, Ісмаіла Хакки-паши і доньки Ахмєт Ґерай хана Гюльшиназ-бану. Народився 11 лютого 1845 року в Янболі (зараз Ямбол). Здобув гарну освіту. Спочатку обрав собі кар'єру військового. У 1865 році став лейтенантом, служив перекладачем у Високій Порті.
З 1868 року працював 2-м секретарем посольств у Римі, Відні та Берліні. У 1875 році став 1-м секретарем посольства в Афінах. У 1872 році він також був послом у Берліні, Санкт-Петербурзі, Афінах. Під час роботи в Греції познайомився й одружився з гувернанткою іншого дипломата Елизаветою Цумі зі Швейцарії.
У 1885—1895 роках був тимчасовим повіреним у справах і послом у Німецькій імперії. 1899 року призначено міністром закордонних справ. Після молодотурецької революції 1908 року Ахмед Тевфік став депутатом Хейєт- і-Аяну (Сенату) Османської імперії.
1909 року султан Абдул-Гамід II призначив Ахмеда Тевфіка великим візиром під впливом виступу абсолютистів. Сформував уряд, що складався переважно з безпартійних та нейтральних членів, вжив заходів для обмеження зростання насильства, яке розпочалося у Стамбулі та Адані. Невдовзі після ліквідації заколоту «абсолютистів» і повалення султана Ахмед Тевфік втратив посаду. Його було відправлено послом до Великої Британії. Згодом пішов у відставку. Втім між 1911 і 1914 роками час від часу працював у посольстві в Лондоні.
З початком Першої світової війни повернувся до імперії, де 1914 року очолив Хейєт- і-Аян. 11 листопада 1918 року після укладання Мудроського перемир'я призначений вдруге великим візиром. Втім зарадити ситуації, в якій опинилася імперія, не міг. Невдовзі війська Антанти зайняли Стамбул. 21 грудня того ж року було розпущено парламент і уряд Ахмеда Тевфіка. 12 січня 1919 року спробував сформувати новий уряд, але під тиском англійців 3 березня знову розпустив його і подав у відставку.
Слідом за цим очолив Хейєт- і-Аяну. Після остаточної поразки Османської імперії в Першій світовій війні Ахмед Тевфік очолив делегації на Паризькій мирній конференції 1919 року. Відмовлявся від прийняття умов, які нав'язували союзники Антанти. Тому був замінений на Дамат Ферід-пашу, який підписав Севрський договір.
21 жовтня 1920 року втретє став великим візиром. Ахмет Тевфік-паша запропонував уряду Мустафи Кемаля в Анкарі приєднатися до його уряду, щоб сформувати один орган на Лондонській конференції в 1921 році, проте Мустафа Кемаль відмовився. У 1921 році на Лондонській конференції відмовився від прав представляти країну на користь посланця уряду в Анкарі — Бекіра-Самі. Після скасування султанату 1 листопада 1922 року, Ахмед Тевфік 4 листопада подав у відставку.
Коли в 1934 році в рамках реформ Ататюрка турки отримували прізвища, Ахмед Тевфік взяв собі прізвище «Окдай». Помер 8 жовтня 1936 року в Стамбулі.